# Guida
Pour les articles homonymes, voir Guida (homonymie).
Pour plus de détails, voir Fiche technique et Distribution.
Guida est un film d'animation de court métrage brésilien réalisé par Rosana Urbes et sorti en 2015.

## Fiche technique
- Titre : Guida
- Réalisation : Rosana Urbes
- Scénario : Rosana Urbes, Thiago Minamisawa et Bruno H. Castro
- Animateur : Rosana Urbes
- Montage : Belisa Proença
- Musique : Gustavo Kurlat et Ruben Feffer
- Producteur : Belisa Proença
- Production : RR Animação de Filmes
- Pays d'origine :  Brésil
- Durée : 11 minutes
- Dates de sortie :
  -  France : 15 juin 2015 (Festival international du film d'animation d'Annecy)

## Distribution
- Rosana Urbes : voix de Guida
- Tuna Dwek : actrice de référence pour Guida
- Luana Lourenco : modèle de référence pour Guida
- Priscila Carbone : modèle de référence pour Guida

## Récompenses et distinctions
En 2015, Guida remporte le prix Jean-Luc Xiberras de la première œuvre et la mention spéciale Fipresci au festival international du film d'animation d'Annecy.